# Hindutva
Hindutva, är en prohinduisk politisk och social rörelse i Indien. Ordet myntades av Vinayak Damodar Savarkar i boken Hindutva från 1920.

## Grundprinciper
- Indiska halvön (Aryavarta eller Hindustan) är hinduernas hemland.
- Hindu är den som tillhör en religion som uppstått i Indien, vilket alltså inkluderar buddhism, jainism, sikhism och hinduism.
- Hinduer har genom historien förtryckts av främmande folk, som invaderat Indien.
- Hinduerna har moraliskt försvagats av det negativa inflytande som dels britterna, dels kommunismen fört med sig till landet.
- En hinduisk stat måste upprättas för att försvara hinduernas rättigheter i deras eget land.
- Diskrimineringen av hinduer måste upphöra. Den indiska civilrätten måste ge lika rättigheter åt alla medborgare.